# Cirrospilus channingianus
Cirrospilus channingianus är en stekelart som beskrevs av Boucek 1988. Cirrospilus channingianus ingår i släktet Cirrospilus och familjen finglanssteklar. Inga underarter finns listade i Catalogue of Life.